# Клиноківська сільська рада
Клиноківська сільська рада (біл. Кліноцкі сельсавет) — адміністративно-територіальна одиниця в складі Червенського району розташована в Мінській області Білорусі. Адміністративний центр — Клинок.
Клиноківська сільська рада розташована в центральній частині Білорусі, і в центрі Мінської області орієнтовне розташування — супутникові знимки [Архівовано 25 серпня 2011 у WebCite], на південний схід від районного центру — Червеня.
До складу сільради входять 13 населених пунктів:
Волма • Іваничі • Клинок • Червоний Берег • Озерний • Оточна Слобода • Петровинка • Убель • Городище • Криниця • Турець • Чеслове.